# Lucas Bernadou
Lucas Bernadou (Le Chesnay, 24 settembre 2000) è un calciatore francese, centrocampista del Volo.

## Caratteristiche tecniche
È un centrocampista centrale.

## Carriera
Cresciuto nel settore giovanile del Paris Saint-Germain, nel 2017 debutta con la seconda squadra giocando l'incontro di Championnat de France amateur perso 3-0 contro l'Épinal. Nel 2020 viene ceduto a titolo definitivo all'Emmen, con cui gioca il suo primo incontro professionistico scendendo in campo in KNVB beker contro l'Eindhoven. 

## Statistiche
Statistiche aggiornate al 12 dicembre 2020.

### Presenze e reti nei club
| Stagione        | Squadra               | Campionato      | Campionato | Campionato | Coppe nazionali | Coppe nazionali | Coppe nazionali | Coppe continentali | Coppe continentali | Coppe continentali | Altre coppe | Altre coppe | Altre coppe | Totale | Totale | Totale |
| Stagione        | Squadra               | Comp            | Pres       | Reti       | Comp            | Pres            | Reti            | Comp               | Pres               | Reti               | Comp        | Pres        | Reti        | Pres   | Reti   |        |
| --------------- | --------------------- | --------------- | ---------- | ---------- | --------------- | --------------- | --------------- | ------------------ | ------------------ | ------------------ | ----------- | ----------- | ----------- | ------ | ------ | ------ |
| 2017-2018       | Paris Saint-Germain 2 | N2              | 1          | 0          |                 | -               | -               |                    | -                  | -                  |             | -           | -           | 1      | 0      |        |
| 2018-2019       | Paris Saint-Germain 2 | N2              | 24         | 1          |                 | -               | -               |                    | -                  | -                  |             | -           | -           | 24     | 1      |        |
| 2019-2020       | Paris Saint-Germain 2 | N3              | 3          | 0          |                 | -               | -               |                    | -                  | -                  |             | -           | -           | 3      | 0      |        |
| 2020-2021       | Emmen                 | ED              | 4          | 0          | CO              | 1               | 0               |                    | -                  | -                  |             | -           | -           | 5      | 0      |        |
| Totale carriera | Totale carriera       | Totale carriera | 32         | 1          |                 | 1               | 0               |                    | -                  | -                  |             | -           | -           | 33     | 1      |        |

## Palmarès

### Club

#### Competizioni nazionali
- Eerste Divisie: 1

Emmen: 2021-2022